# Deutscher Verband für Materialforschung und -prüfung
Der Deutsche Verband für Materialforschung und -prüfung e.V. (DVM) ist ein Wissenschaftsforum für den branchenübergreifenden Austausch zwischen Wissenschaft und Technik, Hochschulen und Industrie sowie Grundlagenforschung und Anwendung. Innovationsbereitschaft und neueste Erkenntnisse vereinen sich mit einer über hundertjährigen technisch-wissenschaftlichen Tradition.

## Ziel
Das Ziel des DVM ist der Wissenstransfer in den Bereichen der Strukturintegrität, Materialforschung und Bauteilprüfung. Strukturintegrität ist hier definiert als Gewährleistung der Sicherheit und Zuverlässigkeit eines Systems oder Bauteils.

## Geschichte
Carl von Bach, Leiter der Materialprüfanstalt, regte 1881 die Vereinheitlichung von Prüfverfahren an. Daraufhin veranstaltete Johann Bauschinger 1884 die Konferenz zur Vereinbarung einheitlicher Untersuchungsmethoden bei der Prüfung von Bau- und Konstruktionsmaterialien auf ihre mechanische Eigenschaften. Dies veranlasste 1896 Karl von Leibbrand, Adolf Martens und Carl von Bach zur Gründung des DVM. Während des Ersten Weltkrieges musste der Verband seine Tätigkeit zeitweilig niederlegen. Nach vorübergehender Auflösung im Zweiten Weltkrieg wurde der Verband am 26. Oktober 1954 von Erich Siebel gemeinsam mit anderen Materialforschern wiedergegründet.

## Arbeitskreise
Die Aufgabengebiete des DVM spiegeln sich in den DVM-Arbeitskreisen wider, die sich mit folgenden Themen befassen:
- Betriebsfestigkeit
- Bruchmechanik und Bauteilsicherheit
- Zuverlässigkeit mechatronischer und adaptronischer Systeme
- Gemeinschaftsgremium Werkstoffprüfung
- Zuverlässigkeit von Implantaten & Biostrukturen
- Rasterelektronenmikroskopie in der Materialprüfung
- Elastomerbauteile
- Fahrradsicherheit
- Bauteilverhalten bei thermomechanischer Ermüdung
- Zuverlässigkeit tribologischer Systeme
- Additiv gefertigte Bauteile und Strukturen
- Strukturbauteile aus Kunststoffverbunden

## Veranstaltungen
Der DVM veranstaltet jährlich nationale und internationale Tagungen für bestimmte Themengruppen zum Austausch wissenschaftlicher Erkenntnisse. Jährlich wird die Jahrestagung des Verbandes als DVM-Tag in Berlin ausgerichtet.

## Ehrungen
- Erich-Siebel-Gedenkmünze
- August-Wöhler-Medaille
- DVM-Ehrennadel in Gold
- DVM-Ehrennadel in Silber
- DVM-Juniorpreis
- Internationale Auszeichnung: DVM-Ehrenmitgliedschaft